# Jacob Fortling
Jacob Fortling (23. december 1711 i Bayreuth – 16. juli 1761 på Kastrupgård i Kastrup) var en dansk-tysk billedhugger og arkitekt. Han var med til at udbrede Nicolai Eigtveds rokokostil og fik også betydning for dansk fajanceproduktion.
Jacob Fortling kom fra Tyskland i forbindelse med kong Christian 6.s omfattende byggeaktivitet, hvor han udførte stenhuggerarbejde efter arkitekternes anvisninger, og steg hurtigt i graderne pga. sit overbevisende talent. Han fik således borgerskab som stenhugger 1738, blev udnævnt til hofstenhugger 1740, optaget som mester i murer- og stenhuggerlauget 1741, hofbygningsinspektør 1756 og kgl. bygmester i København, på Sjælland og Falster 1760. Han opførte landstedet Kastrupgård som bolig til sig selv.
Fortling udfoldede en overordentlig betydelig virksomhed som producent af byggematerialer og som lervarefabrikant og må regnes som en af sin tids driftigste storindustrielle her hjemme. Han rejste efter 1740 to gange til Norge for at finde byggesten, fik 1744 privilegium på at bryde sten i Akershus Stiftamt og anlagde marmorbrud i Lier, 1748 privilegium på at bryde klæbersten i samme stift, 1759 privilegium på at bryde sten i Trondhjem Stiftamt.
I Danmark anlagde han et kalkbrænderi (1749), et teglværk (1752) og en stentøjs- og fajancefabrik (1755) i Kastrup; fik privilegium på at bryde på Saltholm. Drev endvidere brændevinsbrænderi, ølbryggeri og et stort landbrug i Kastrup. I hans ejertid var fajanceværket her den kunstnerisk betydeligste keramiske fabrik i Danmark. Lauritz de Thurah, hvis højre hånd han var i sine senere år, kaldte ham med rette "en brav Mand". Han døde kun 50 år gammel i 1761, men hans enke, Anne Christine, videreførte Kastrupfabrikken i et år. Det var i en uhyre vanskelig periode, hvor konkurrencen fra de engelske masseproducerede varer dominerede det europæiske marked, men hun fik påbegyndt en omlægning af driften på Kastrupfabrikken og fornyet modellerne.
Som arkitekt sluttede Fortling sig først til Eigtveds retning (Kastrupgård i typisk lisenstil), mens senere arbejder viser en enklere manér uden pynt. Porthuset på Kastrup Værk er påvirket af Thurah. Sit bedste har han ydet i den simple brugsarkitektur. En sal i Marskalhuset på Fredensborg Slot er præget af en for ham karakteristisk nøgtern noblesse. Alle kendte værker af Fortling er fredede.
Jacob Fortling var gift tre gange: Gift 16. oktober 1738 i København med Dorothea Mandorph (døbt 9. marts 1715 i København – begravet 2. november 1740 samme sted), datter af kurvemager Jacob M. og Cathrina NN. Gift 2. gang 1741 (tilladelse 24. april s.å.) med Dorothea NN (født ca. 1713, begravet 22. december 1747 i København). 3. gang 11. september 1748 i København med Anne Christine Hellesen (ca. 1724 – 2. august 1772 i København). Han er begravet i Sankt Petri Kirke.

## Værker
Som arkitekt og stenhugger:
- Arbejder på Christiansborg Slot, herunder Dronningtrappen (1733-40, brændt 1794)
- Div. stenhuggerarbejde på Ledreborg samt hovedtrappe (1743-50, fredet)
- Kongeporten ved Arsenalet på Frederiksholm, København (1745-47)
- Nabohuset til Barchmanns Palæ, Ny Kongensgade, København (efter 1747)
- Kastrup Værk med havn (o. 1749-53, fredet)
- Kastrupgård (1749-53, fredet)
- Lindencrones Palæ, Bredgade/Sankt Annæ Plads, København (1751-54, tilskrevet, fredet)
- Tagbalustrade sammesteds (1751)
- Portal til Frederiksberg Have med undtagelse af vaserne, der er udført af Johann Friedrich Hänel (1755)
- Genopførelse af Schacks Palæ, Amalienborg (1755-57, sammen med Johan Boye Junge, fredet)
- Udvidelse af Holsteins Palæ med ekstra etage og balustrade, Stormgade, København (1756, fredet)
- Indretning af samme, bl.a. vestibulen og trappen i norsk marmor (1756)
- Ombygning og forhøjelse af Gavnø Slot for Otto Thott (1755-58, tilskrevet, fredet)
- Stenhuggerarbejde på Christians Kirke, Christianshavn (1755-59)
- Tårn på Gråbrødre Kirke, Viborg (1760)
- Kommandantboligen ved Rosenborg Slot (1760)
- Forhøjelse af Marskalshusene, Fredensborg Slot (1760-61)
- Nesstofa (Næshuset) på Seltjarnarnes for læge Bjarni Pálsson, Island (1761-67)
- Bessastaðastofa, Island (1761)

### Projekter
- Gravkapel for Adam Gottlob Moltke ved Karise Kirke (1761)
- Ombygning af Operahuset, senere Landkadetakademiet, Fredericiagade, København (1761)
- Tegning til hovedbygningen på Materialgården, Frederiksholms Kanal, København (1761, opf. af Georg David Anthon)